# Лушіус Гарріс
Лушіус Гарріс (англ. Lucious Harris; нар. 18 грудня 1970, Лос-Анджелес, США) — американський професіональний баскетболіст, що грав на позиції атакувального захисника за декілька команд НБА.

## Ігрова кар'єра
На університетському рівні грав за команду Лонг Біч Стейт (1989—1993). Набравши за студентську кар'єру 2,312 очок, став найрезультативнішим гравцем в історії команди.
1993 року був обраний у другому раунді драфту НБА під загальним 28-м номером командою «Даллас Маверікс». Захищав кольори команди з Далласа протягом наступних 3 сезонів.
З 1996 по 1997 рік грав у складі «Філадельфія Севенті-Сіксерс».
1997 року перейшов до «Нью-Джерсі Нетс», у складі якої провів наступні 7 сезонів своєї кар'єри. 2002 року пробився з командою до фіналу НБА, де «Нетс» поступилися «Сан-Антоніо Сперс».
Останньою ж командою в кар'єрі гравця стала «Клівленд Кавальєрс», до складу якої він приєднався 2005 року і за яку відіграв лише частину сезону.